# Hinter dem Rampenlicht
Hinter dem Rampenlicht ist ein US-amerikanischer Spielfilm aus dem Jahr 1979, der hinter die Kulissen von Musicalproduktionen blickt.

## Handlung
Der Choreograf Joe Gideon ist ein erfolgreicher Regisseur und Choreograph am Broadway, der gerade eine neue Show vorbereitet. In dieser Show spielt auch seine Ex-Frau Audrey Paris, mit der ihn ein enges berufliches Verhältnis und die Verantwortung um die gemeinsame Tochter Michelle verbindet. Seine Geliebte ist ebenfalls Tänzerin. Gideon ist erschöpft von beruflichem und privatem Stress und Konflikten mit seinen Frauen, die aus seiner notorischen Untreue erwachsen und dem Gefühl, nicht zu genügen. In seinen Tag-Nachtträumen erscheint ihm der Tod in Person der schönen Angelique. Nur ihr öffnet er sich und erzählt von seiner Vergangenheit, dem Sinn seiner Kunst und dem Unsinn des Todes. Der Workaholic erleidet schließlich einen Herzanfall. Nachdem er im Krankenhaus eine Narkose erhalten hat, erscheint es ihm, als würde er eine Show inszenieren, in der die Frauen seines Lebens auftreten. Die Operation gelingt, doch kurz darauf bekommt er einen weiteren Herzanfall, der zum Tode führt.

## Hintergrund
Der Film Hinter dem Rampenlicht ist einerseits ein Film mit faszinierenden Choreografien des Ausnahmekünstlers Bob Fosse, der genaue Einblicke in die Probenarbeit am Broadway gibt, andererseits ein irritierendes Selbstporträt. Roy Scheider als Joe Gideon ist Bob Fosse. Ann Reinking, Fosses langjährige Geliebte, spielt Kate Jagger. Fosse selbst erlitt bei Probenarbeiten einen Herzinfarkt. Diese Erfahrungen verarbeitete er in diesem Film. Der einzige Unterschied: er lässt seinen Joe Gideon sterben. Bob Fosse erlitt allerdings Jahre später kurz vor der Premiere einer Broadwayshow ebenfalls seinen zweiten Herzanfall, an dem er 1987 starb.
Der Film heißt im Original All that Jazz. Dies steht im Englischen für den Ausdruck das ganze Zeug.

## Kritiken
„Musical um das Sterben eines berühmten Broadwayregisseurs und Choreographen. Perfekt inszeniert, streckenweise von mitreißendem Rhythmus und überbordend von ästhetischen Effekten: großes Hollywood-Kino.“

## Auszeichnungen
Oscar 1980
- Bestes Szenenbild – Philip Rosenberg, Tony Walton, Edward Stewart, Gary J. Brink
- Beste Kostüme – Albert Wolsky
- Bester Schnitt – Alan Heim
- Beste Musik – Ralph Burns
- Nominierung: Bester Film – Robert Alan Aurthur
- Nominierung: Bester Hauptdarsteller – Roy Scheider
- Nominierung: Beste Regie – Bob Fosse
- Nominierung: Bestes Drehbuch – Robert Alan Aurthur, Bob Fosse
- Nominierung: Beste Kamera – Giuseppe Rotunno

Bei den Internationalen Filmfestspielen in Cannes 1980 gewann der Film gemeinsam mit Akira Kurosawas Kagemusha die Goldene Palme.
2001 wurde er aufgenommen in das „National Film Registry“ der Library of Congress.